# Saint-Cirgues-la-Loutre
 Saint-Cirgues-la-Loutre  (en occitano Sent Cirgues) es una comuna y población de Francia, en la región de Lemosín, departamento de Corrèze, en el distrito de Tulle y cantón de Saint-Privat.
Su población en el censo de 2008 era de 196 habitantes.
No está integrada en ninguna Communauté de communes.

## Demografía
| 339 | 362 | 304 | 267 | 230 | 188 | 196 |
| Para los censos de 1962 a 1999 la población legal corresponde a la población sin duplicidades (Fuente: INSEE [Consultar]) |     |     |     |     |     |     |